# Cosmopolites sordidus
El gorgojo negro del banano o picudo del banano (Cosmopolites sordidus) es una especie de coleóptero curculionoideo de la familia Curculionidae originario del Viejo Mundo, hoy difundido por todo el globo como plaga de las plantas del género Musa, incluyendo el banano (Musa x paradisiaca) y el abacá (Musa textilis).

## Características
C. sordidus es un escarabajo de entre 8 y 12 mm de largo, de forma alargada y color uniformemente negro, si bien cuando recién eclosionado muestra un tinte rojizo. Muestra un funículo antenal de seis artejos, con el ápice extendiéndose por encima del margen posterior de los ojos. El rostro es cilíndrico, con la curva ventral típica de su familia. El margen anterior del primer segmento del tórax está justo detrás del ojo, y el disco pronotal muestra perforaciones profundas. Los élitros carecen de nódulos sedosos; son ligeramente convexos, suaves, punteados a intervalos regulares. El pigidio es visible tras estos. El tarso tiene cinco artejos, de los cuales el cuarto es muy pequeño. El escutelo es romboide o casi circular, con el centro ensanchado.

## Hábitos
Es activo sobre todo nocturnamente, residiendo entre las láminas foliares, en el suelo junto al pseudotallo de su huésped o en los detritos de su producción. Raramente vuela, prefiriendo caminar y diseminándose sobre todo con el traslado de material infectado.
El gorgojo alcanza los dos años de vida. Puede subsistir sin alimentarse durante varios meses.

## Reproducción
La tasa de oviposición está entre un huevo diario y uno semanal. La hembra deposita los huevos en orificios practicados con su pico en el pseudotallo o el rizoma de la planta; son blancos, alargados, de unos 2 mm de largo. La savia viscosa que la planta segrega ayuda a fijarlos y protegerlos. A los 5 o 7 días se produce la eclosión, emergiendo larvas blancas y robustas, con la cabeza rojiza, que se alimentan del tejido del rizoma y el pseudotallo durante 15 a 20 días, alcanzando una longitud de 12 mm. Las galerías que la larva excava aumentan de tamaño a medida que esta crece, y recorren el rizoma de manera irregular. Ocasiona el máximo daño al afectar el tejido próximo a las raíces laterales, interrumpiendo el flujo de savia.
Al cabo de este plazo, pasan una fase de pupa de unos ocho días, sin formar capullo protector. El ciclo en total insume entre 30 y 40 días.

## Origen y distribución
El gorgojo es nativo de Malasia e Indonesia, pero ha alcanzado dispersión pantropical al ser trasladado junto con rizomas y retoños para plantación. Es una plaga importante en América y Oceanía. Hawái se encontraba libre de él hasta comienzos de los años 1980, pero ejemplares alcanzaron Oahu en 1981 y se ha difundido desde allí.

## Control
Se le conocen pocos predadores, siendo los principales Plaesius javanus y Dactylosternus hydrophiloides, aunque los huevos, pupas y larvas encuentran protección dentro de sus túneles.
Tradicionalmente se aplicaba dieldrin y aldrin en fumigación para controlar el gorgojo, pero las cepas actuales se muestran muchas veces resistentes a estos. Las alternativas más usadas son el fenamifos y el carbofurán en plantaciones comerciales, y el diazinón en cultivos domésticos.
Es muy importante considerar el control de poblaciones de adultos con atrayentes como es el caso de feromonas, como es el caso de cosmolure, se emplean de 4 a 5 trampas por ha. y se cuentan las cantidades de adultos que se atrapan por semana, cada trampeo tiene un a duración aproximada de 4 semanas.